# Баланово (Крым)
Бала́ново (укр. Баланове, крымскотат. Balanovo, Баланово) — село в Белогорском районе Республики Крым, в составе Зуйского сельского поселения (согласно административно-территориальному делению Украины — в составе Зуйского поссовета Автономной Республики Крым).

## Население
| 2001 | 2014 |
| ---- | ---- |
| 138  | ↘131 |

Всеукраинская перепись 2001 года показала следующее распределение по носителям языка
| Язык             | Процент |
| ---------------- | ------- |
| русский          | 69.57   |
| крымскотатарский | 28.99   |
| другие           | 1.44    |

### Динамика численности
| - 1864 год — 117 чел. - 1889 год — 164 чел. - 1892 год — 159 чел. - 1902 год — 175 чел. - 1915 год — 230/25 чел. - 1926 год — 288 чел. | - 1939 год — 279 чел. - 1989 год — 160 чел. - 2001 год — 138 чел. - 2009 год — 122 чел. - 2014 год — 131 чел. |

## Современное состояние
На 2017 год в Баланово числится 14 улиц и 2 переулка; на 2009 год, по данным поссовета, село занимало площадь 89 гектаров на которой, в 52 дворах, проживало 122 человека.

## География
Село Баланово находится на западе района. Расположено в пределах Внутренней гряды Крымских гор,— в долине реки Зуя, на левом берегу. Высота над уровнем моря — 379 м. Соседние сёла: Красногорское в 0,7 км на восток, Барабаново и Петрово в 2,5 км к западу гоными просёлками и Вишнёвое в 2,8 км к северу. Расстояние до райцентра — около 30 километров (по шоссе), ближайшая железнодорожная станция — Симферополь, примерно в 29 километрах. Транспортное сообщение осуществляется по региональной автодороге 35Н-091 Зуя — Красногорское (по украинской классификации — С-0-10315). За восточной окраиной, через реку, находится крупный археологический комплекс (могильник) II—IV века сарматского периода могильник Нейзац.

## История
Русское поселение Баланово возникло в первой половине XIX века на землях Аргинской волости между 1829-м (в «Ведомости о казённых волостях Таврической губернии» от 31 августа 1829 года его ещё нет) и 1836 годом, когда в деревня впервые обозначена с 15 дворами, а на карте 1842 года Баланова обозначена условным знаком «малая деревня», то есть, менее 5 дворов.
В 1860-х годах, после земской реформы Александра II, деревню приписали к Зуйской волости, в составе которой Баланово состояло до советских административных реформ 1920-х годов. В «Списке населённых мест Таврической губернии по сведениям 1864 года», составленном по результатам VIII ревизии 1864 года, Баланова — казённая русская деревня с 13 дворами и 117 жителями при речке Зуе. По обследованиям профессора А. Н. Козловского начала 1860-х годов, в селении «имеются в изобилии родники и горные ручейки», также были колодцы с пресной водой глубиной не более 3—5 саженей (6—10 м). На трёхверстовой карте Шуберта 1865—1876 года деревня Баланова, почему-то, обозначена, как развалины. В «Памятной книге Таврической губернии 1889 года» по результатам Х ревизии 1887 года записано Баланово с 24 дворами и 164 жителями.
После земской реформы 1890-х годов деревня осталась в составе преобразованной Зуйской волости. Согласно «…Памятной книжке Таврической губернии на 1892 год», в деревне Баланово, входившей в Барабановское сельское общество, было 159 жителей в 23 домохозяйствах, на 144 десятинах земли. По «…Памятной книжке Таврической губернии на 1902 год» в деревне Баланово, входившей в Барабановское сельское общество, числилось 175 жителей в 23 домохозяйствах.
По Статистическому справочнику Таврической губернии. Ч.II-я. Статистический очерк, выпуск шестой Симферопольский уезд, 1915 год, в деревне Балановка Зуйской волости Симферопольского уезда числилось 40 дворов с русским населением в количестве 230 человек приписных жителей и 25 — «посторонних», из которых 117 мужчин и 113 женщин. Жители владели 141 десятино удобной земли. В хозяйствах имелось 80 лошадей, 20 волов, 40 коров и 30 голов мелкого скота.

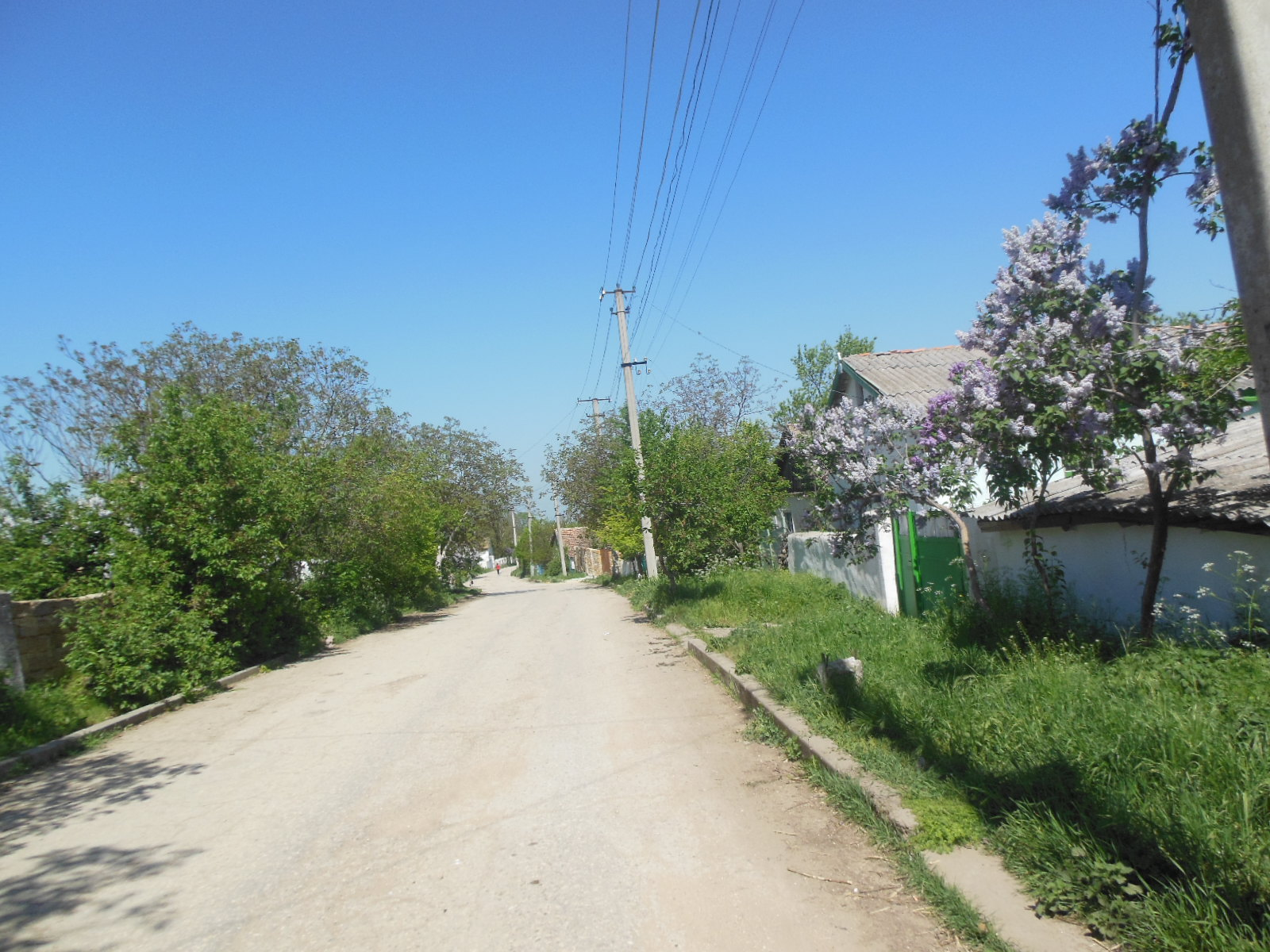

После установления в Крыму Советской власти, по постановлению Крымревкома от 8 января 1921 года была упразднена волостная система и село включили в состав вновь созданного Подгородне-Петровского района Симферопольского уезда, а в 1922 году уезды получили название округов. 11 октября 1923 года, согласно постановлению ВЦИК, в административное деление Крымской АССР были внесены изменения, в результате которых был ликвидирован Подгородне-Петровский район и образован Симферопольский и село включили в его состав. Согласно Списку населённых пунктов Крымской АССР по Всесоюзной переписи 17 декабря 1926 года, в селе Баланово, Нейзацкого сельсовета Симферопольского района, числилось 57 дворов, все крестьянские, население составляло 288 человек, из них 278 русских, 4 грека, 1 немец, 2 армян, 1 чех, 1 эстонец, 1 записан в графе «прочие», действовала русская школа. Постановлением ВЦИК от 10 июня 1937 года был образован новый, Зуйский район, в который вошло село. По данным всесоюзная перепись населения 1939 года в селе проживало 279 человек.
В 1944 году, после освобождения Крыма от фашистов, 12 августа 1944 года было принято постановление № ГОКО-6372с «О переселении колхозников в районы Крыма» и в сентябре 1944 года в район приехали первые новоселы (212 семей) из Ростовской, Киевской и Тамбовской областей, а в начале 1950-х годов последовала вторая волна переселенцев из различных областей Украины. С 25 июня 1946 года Баланово в составе Крымской области РСФСР, а 26 апреля 1954 года Крымская область была передана из состава РСФСР в состав УССР. После ликвидации в 1959 году Зуйского района, село включили в состав Симферопольского. Время включения в Зуйский поссовет пока не установлено: на 15 июня 1960 года село уже числилось в его составе. Указом Президиума Верховного Совета УССР «Об укрупнении сельских районов Крымской области», от 30 декабря 1962 года Симферопольский район был упразднён и село присоединили к Белогорскому. По данным переписи 1989 года в селе проживало 160 человек. С 12 февраля 1991 года село в восстановленной Крымской АССР, 26 февраля 1992 года переименованной в Автономную Республику Крым. С 21 марта 2014 года в составе Крыма аннексировано Россией.

## Известные уроженцы
- Сейтнафе Сейтвелиев — Герой Советского Союза.